# Luiyi de Lucas
Luiyi Ramón de Lucas Pérez (Galván, República Dominicana, 31 de agosto de 1994) más conocido como Luiyi de Lucas, es un futbolista dominicano que juega en la demarcación de defensa central en el Nea Salamina Famagusta de la Primera División de Chipre. Es internacional absoluto con la selección de fútbol de la República Dominicana.

## Trayectoria
Luiyi nació en la República Dominicana, de padre español y madre dominicana, lleva toda su vida en España, ya que a los 3 años llegó a la localidad madrileña de Alcalá de Henares. 
Tras formarse en la cantera del Club Deportivo Avance para pasar por las categorías inferiores del Torrejón CF y Club Deportivo Guadalajara, en el que llegó a jugar en su filial, emprendió una carrera por el fútbol modesto de Regional Preferente y Tercera División, para jugar en el Alameda de Osuna EF, CD Azuqueca, CD Marchamalo. 
En 2018, tras irse a la República Dominicana a Primera para jugar en el Club Barcelona Atlético primero y más tarde, en el Cibao FC, volvió a España para hacerlo en los equipos asturianos del Caudal Deportivo y CD Lealtad, ambos de Tercera División.
En enero de 2020, firma por el CD Izarra del Grupo II de la Segunda División B, dirigido por Pablo Álvarez, pero tras jugar seis partidos se finalizó la temporada por la COVID-19.
El 20 de enero de 2021, Luiyi se unió al FC Haka Valkeakoski de la Veikkausliiga. Luiyi jugaría en el conjunto finlandés hasta diciembre de 2022, donde disputó un total de 69 encuentros y anotó 5 goles en la máxima categoría del futbol finlandés.
El 13 de enero de 2023, firma por el Livingston Football Club de la Liga Premier de Escocia, donde permanecería un año. Tuvo 25 apariciones con el conjunto escocés, anotando el gol de su equipo en el empate 1-1  frente al St. Mirren en la cuarta jornada de la Premiership 2023-24.
Se anunció en enero de 2024 su incorporación al AEL Limassol de la Primera División de Chipre hasta final de temporada, en su paso por el equipo chipriota jugo 11 partidos. En verano del mismo año, se confimaría su pase al Football Club Ashdod de la Liga Premier de Israel, pero poco después abandonaría la liga hebrea por el genocidio en Gaza.
En enero de 2025 se anunciaría su regreso a la Primera División de Chipre, esta vez con el Nea Salamina Famagusta.

## Selección
Hizo su debut oficial con la selección de fútbol de la República Dominicana el 9 de septiembre de 2018, en un encuentro de Liga de Naciones de la Concacaf contra la selección de Bonaire.
Participó con la selección olímpica de su país en el torneo masculino de fútbol de los Juegos Olímpicos de París 2024.

### Participaciones en Juegos Olímpicos
| Juegos Olímpicos               | Sede    | Resultado      | Partidos | Goles |
| ------------------------------ | ------- | -------------- | -------- | ----- |
| Juegos Olímpicos de París 2024 | Francia | Fase de grupos | 3        | 0     |

## Clubes
| Club                    | País                 | Año       |
| ----------------------- | -------------------- | --------- |
| CD Guadalajara B        | España               | 2013-15   |
| Alameda de Osuna EF     | España               | 2015      |
| CD Azuqueca             | España               | 2015–2016 |
| CD Marchamalo           | España               | 2016-2017 |
| Club Barcelona Atlético | República Dominicana | 2017      |
| La Roda CF              | España               | 2018      |
| Cibao FC                | República Dominicana | 2018-2019 |
| Caudal Deportivo        | España               | 2019      |
| CD Lealtad              | España               | 2019-2020 |
| CD Izarra               | España               | 2020-2021 |
| FC Haka Valkeakoski     | Finlandia            | 2021-2022 |
| Livingston FC           | Escocia              | 2023      |
| AEL Limassol FC         | Chipre               | 2024      |
| FC Ashdod               | Israel               | 2024      |
| Nea Salamina Famagusta  | Chipre               | 2025-     |

## Palmarés

### Campeonatos nacionales
| Título                    | Club     | Año  |
| ------------------------- | -------- | ---- |
| Liga Dominicana de Fútbol | Cibao FC | 2018 |